# Токсун
Токсун (уйг. پىتوقسۇن ناھىيىسى / Тоқсун Наһийиси‎, кит. упр. 托克逊县, пиньинь Tuōkèxùn xiàn) — уезд городского округа Турфан Синьцзян-Уйгурского автономного района КНР.

## География
Находится на дне Турфанской впадины. Климат — засушливый, с очень жарким летом. Среднегодовой уровень осадков составляет всего около 25 мм. 31 июля 1964 года в уезде была отмечена самая высокая, когда-либо зафиксированная в Китае, температура: 53,3°С.

## Население
Население представлено уйгурами (76,53 %), ханьцами (16,50 %) и хуэйцзу (6,97 %).

## История
В древности здесь находилось «Государство Шань» (山国, дословно: "горное"), упомянутое среди «36 государств Западного края». Князь расположил свою ставку у подошвы гор, примерно в 7170 ли от столицы Китая Чанъани. Население: 450 семейств, 5000 человек, 1 000 воинов. Китайская администрация: наместник Фуго-хоу (輔國侯), четыре офицера и переводчик. В горах добыча железа, население закупает хлеб в Харашаре.
Потом Токсун был западным поселением в царстве Гаочан. Когда в VII веке империя Тан завоевала Западный край, то здесь был образован уезд Тяньшань (天山县) области Сичжоу (西州).
В 1759 году, когда империей Цин были основаны «Турфанские шесть городов», то Токсун стал одним из них. С 1886 года он стал подчинён Турфанскому непосредственно управляемому комиссариату (吐鲁番直隶厅). После Синьхайской революции в Китае была проведена реформа структуры административного деления, в ходе которой комиссариаты были упразднены, и поэтому в 1913 году Турфанский непосредственно управляемый комиссариат был преобразован в уезд Турфан, а в Токсуне разместился филиал правительства уезда Турфан. В 1930 году у него появилась собственная управляющая структура, в 1936 году был образован отдельный уезд Токсун, который с 1938 года был подчинён Урумчи. В 1956 году перешёл в непосредственное подчинение Синьцзян-Уйгурскому автономному району. С 1970 года управлялся из Урумчи. С 1975 года вошёл в состав новообразованного округа Турфан (в 2015 году преобразованного в городской округ).

## Административное деление
Уезд делится на 5 посёлков и 3 волости.